# Hans-Dieter Beutel
Hans-Dieter Beutel, né le 12 juin 1962 à Esslingen, est un ancien joueur de tennis professionnel allemand.

## Carrière
Il est finaliste du tournoi de Wimbledon junior en 1980 contre Thierry Tulasne.
Membre de l'équipe d'Allemagne de l'Ouest de Coupe Davis au début des années 1980, il a remporté deux matchs de double en barrages en 1981 et 1984 et a joué quatre matchs dans le groupe mondial dont un simple contre Guillermo Vilas en 1984, perdu 8-6, 8-6, 7-5. Il est remplacé dans l'équipe par Boris Becker.
Il a remporté le tournoi Challenger de Dortmund en 1983 et de Fürth en 1988 et a atteint la finale du tournoi ATP de Cologne en 1983.

## Palmarès

### Finale en simple messieurs
| No | Date       | Nom et lieu du tournoi                | Catégorie | Dotation | Surface         | Vainqueur  | Score         |  |
| -- | ---------- | ------------------------------------- | --------- | -------- | --------------- | ---------- | ------------- |  |
| 1  | 24-10-1983 | Tournoi de tennis de Cologne, Cologne |           | 75 000 $ | Moquette (int.) | Matt Doyle | 1-6, 6-1, 6-2 |  |

### Finale en double messieurs
| No | Date       | Nom et lieu du tournoi               | Catégorie | Dotation | Surface    | Vainqueurs                       | Partenaire     | Score         |  |
| -- | ---------- | ------------------------------------ | --------- | -------- | ---------- | -------------------------------- | -------------- | ------------- |  |
| 1  | 25-10-1982 | Tournoi de tennis de Cologne Cologne |           | 75 000 $ | Dur (int.) | José Luis Damiani Carlos Kirmayr | Christoph Zipf | 6-2, 3-6, 7-5 |  |

## Parcours dans les tournois duGrand Chelem

### En simple
| Année | Open d'Australie | Open d'Australie | Internationaux de France | Internationaux de France | Wimbledon       | Wimbledon  | US Open | US Open |
| ----- | ---------------- | ---------------- | ------------------------ | ------------------------ | --------------- | ---------- | ------- | ------- |
| 1984  | 2e tour (1/32)   | T. Benhabiles    | 1er tour (1/64)          | W. Fibak                 | 1er tour (1/64) | S. Meister | —       | —       |
| 1985  | —                | —                | 1er tour (1/64)          | J. Nyström               | —               | —          | —       | —       |
| 1989  | 2e tour (1/32)   | J. Svensson      | —                        | —                        | —               | —          | —       | —       |

N.B. : à droite du résultat se trouve le nom de l'ultime adversaire.